# Jimmie Johnson

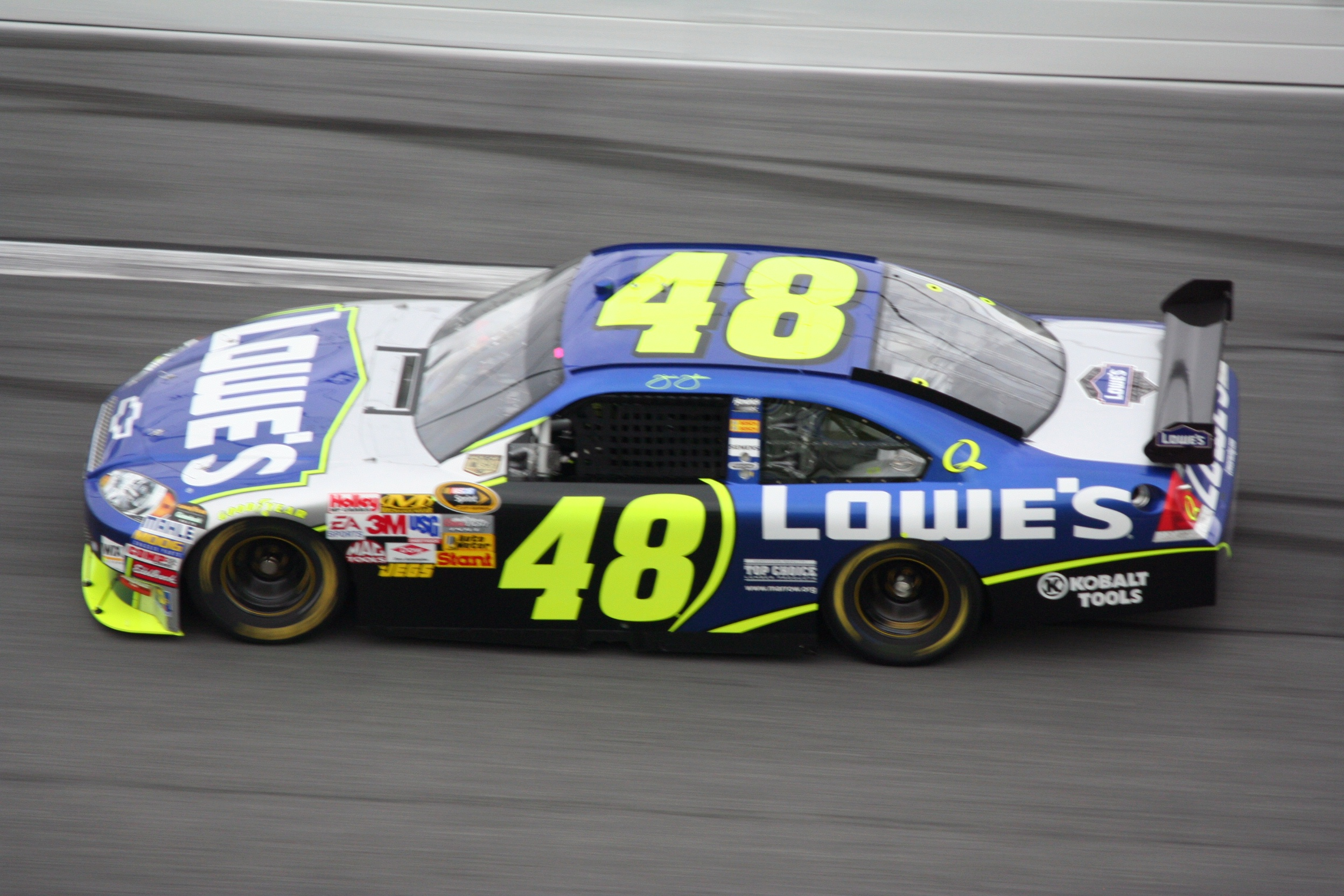
Johnsons Chevrolet uit 2008.

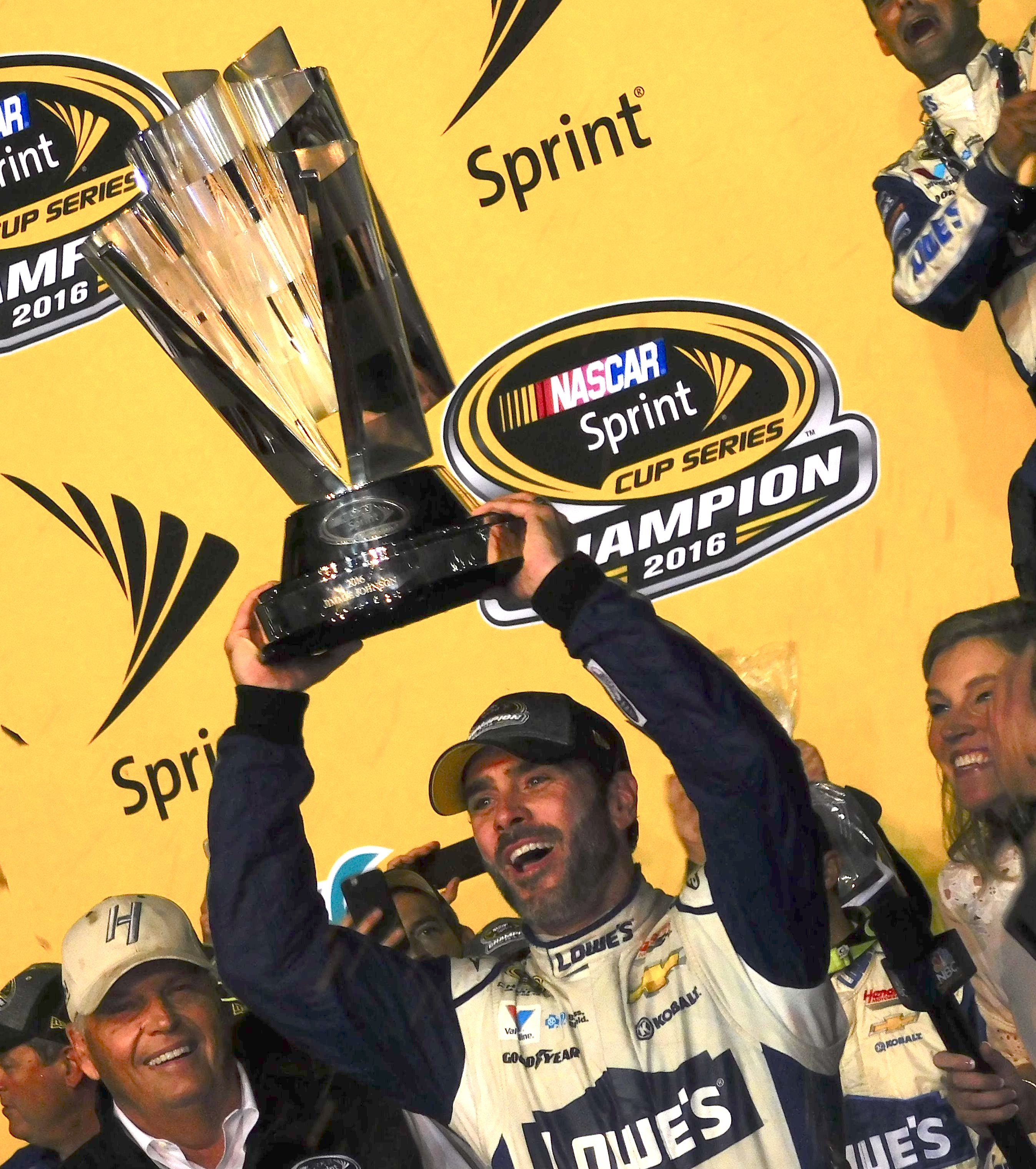
Jimmie Johnson won zijn laatste NASCAR Cup Series titel in 2016

Jimmie Kenneth Johnson (El Cajon (Californië), 17 september 1975) is een Amerikaans autocoureur die actief is in de Indycar. Voorheen rijdt hij in de NASCAR Cup Series Hij werd in 2010 de eerste coureur die het NASCAR Sprint Cup kampioenschap vijfde keer op rij won. 2013 en 2016 won hij het kampioenschap voor de zesde en zevende keer en is hiermee gedeeld recordhouder.

## Carrière
Johnson reed in 1998 voor het eerst in de NASCAR Nationwide Series, de op een na hoogste NASCAR series. Hij won in deze raceklasse één race, op de Chicagoland Speedway in 2001. Datzelfde jaar reed hij voor de eerste keer in de NASCAR Sprint Cup, de hoogste divisie in de NASCAR, voor het team Hendrick Motorsports. In 2002 won hij drie races en eindigde op de vijfde plaats in het kampioenschap. In 2003 werd hij vice-kampioen, net als in 2004 toen hij op de tweede plaats eindigde in het kampioenschap achter Kurt Busch, ondanks Busch drie races gewonnen had en Johnson acht keer won. In 2005 eindigde Johnson met vier overwinningen op een vijfde plaats in de eindstand.
In 2006 won hij de prestigieuze Daytona 500 en won dat jaar voor de eerste keer het kampioenschap. Hij won eveneens de kampioenschappen van 2007, 2008 en 2009 en werd daarmee de eerste coureur die de NASCAR Sprint Cup vier keer op rij won. In 2010 won hij de titel een vijfde keer. In 2013 won hij voor de tweede keer in zijn carrière de Daytona 500 en werd hij voor de zesde keer kampioen. Hij was één titel verwijderd van het record van zeven behaalde titels in een volledige carrière, een record dat gedeeld wordt door Richard Petty en Dale Earnhardt. In 2016 kreeg hij die titel.

## Resultaten in de NASCAR Sprint Cup
Sprint Cup resultaten (aantal gereden races, polepositions, gewonnen races en positie in het kampioenschap)
| Jaar | Team                     | Races | Polepositions | Overwinningen | Kampioenschap |
| ---- | ------------------------ | ----- | ------------- | ------------- | ------------- |
| 2001 | Hendrick Motorsports #48 | 3     | 0             | 0             | 52e           |
| 2002 | Hendrick Motorsports #48 | 36    | 4             | 3             | 5e            |
| 2003 | Hendrick Motorsports #48 | 36    | 2             | 3             | 2e            |
| 2004 | Hendrick Motorsports #48 | 36    | 1             | 8             | 2e            |
| 2005 | Hendrick Motorsports #48 | 36    | 1             | 4             | 5e            |
| 2006 | Hendrick Motorsports #48 | 36    | 1             | 5             | 1e            |
| 2007 | Hendrick Motorsports #48 | 36    | 4             | 10            | 1e            |
| 2008 | Hendrick Motorsports #48 | 36    | 6             | 7             | 1e            |
| 2009 | Hendrick Motorsports #48 | 36    | 4             | 7             | 1e            |
| 2010 | Hendrick Motorsports #48 | 36    | 2             | 6             | 1e            |
| 2011 | Hendrick Motorsports #48 | 36    | 0             | 2             | 6e            |
| 2012 | Hendrick Motorsports #48 | 36    | 4             | 5             | 3e            |
| 2013 | Hendrick Motorsports #48 | 36    | 3             | 6             | 1e            |
| 2014 | Hendrick Motorsports #48 | 36    | 1             | 4             | 11e           |
| 2015 | Hendrick Motorsports #48 | 36    | 2             | 6             | 10e           |
| 2016 | Hendrick Motorsports #48 | 36    | 2             | 5             | 1e            |
| 2017 | Hendrick Motorsports #48 | 36    | 0             | 3             | 10e           |
| 2018 | Hendrick Motorsports #48 | 36    | 0             | 0             | 14e           |
| 2019 | Hendrick Motorsports #48 | 36    | 1             | 0             | 18e           |
| 2020 | Hendrick Motorsports #48 | 36    | 0             | 0             | 18e           |